# フィリップ・スタンホープ (第2代スタンホープ伯爵)
第2代スタンホープ伯爵フィリップ・スタンホープ（英語: Philip Stanhope, 2nd Earl Stanhope FRS、1714年8月14日 – 1786年3月7日）は、グレートブリテン王国の貴族。1718年から1721年までマオン子爵の儀礼称号を使用した。

## 生涯

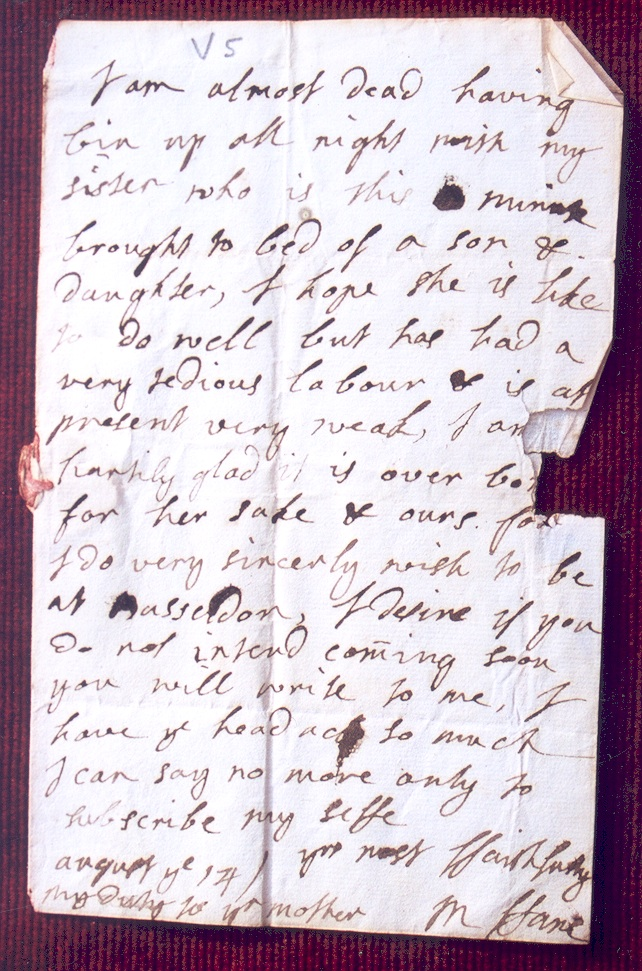
第2代スタンホープ伯爵の叔母メアリー・フェーンが第2代スタンホープ伯爵の出生について綴った手紙

ジェームズ・スタンホープ（後の初代スタンホープ伯爵）と妻ルーシー（Lucy、1694年ごろ – 1723年2月24日、旧姓ピット（Pitt）、トマス・ピットの娘）の長男として1714年8月14日に生まれ、1721年2月5日に父が死去するとスタンホープ伯爵の爵位を継承した。ユトレヒトとジュネーヴで教育を受けた。
1735年11月6日、王立協会フェローに選出された。スタンホープ伯爵は子供の頃から数学に興味を持っていたが、上流階級に相応しくないとして止められ、20歳になって後見人のくびきを脱してようやく数学に集中できた。スタンホープ伯爵は結局数学についての著作を出版することはなかったが、代わりに数学者のパトロンになり、代わりに王立協会秘書ジョン・カントンとともに非公式の査読ネットワークを設立、ネットワークを通じてトーマス・ベイズと友人関係になった。
1745年7月25日、グリゼル・ハミルトン（Grisel Hamilton、1718年ごろ – 1811年12月28日、ビニング卿チャールズ・ハミルトンの娘）と結婚、2男をもうけた。
- フィリップ（1746年6月24日 – 1763年7月6日） - 1755年から1762年までイートン・カレッジで教育を受けた。生涯未婚[1]
- チャールズ（英語版）（1753年8月3日 – 1816年12月15日） - 第3代スタンホープ伯爵[1]

政治では大ピットの従弟（第2代スタンホープ伯爵の母は大ピットの父の妹にあたる）だったこともあり、大ピットを支持した。
1786年3月7日にチーヴニング・ハウスで死去、16日に同地で埋葬された。長男に先立たれたため次男チャールズが爵位を継承した。